# Сет Ворд (Тексас)
Сет Ворд (енгл. Seth Ward) насељено је место без административног статуса у америчкој савезној држави Тексас.

## Демографија
По попису из 2010. године број становника је 2.025, што је 99 (5,1%) становника више него 2000. године.
| Група             | 2000.         | 2010.         |
| Белци             | 602 (31,3%)   | 451 (22,3%)   |
| Афроамериканци    | 70 (3,6%)     | 36 (1,8%)     |
| Азијати           | 1 (0,1%)      | 3 (0,1%)      |
| Хиспаноамериканци | 1.234 (64,1%) | 1.507 (74,4%) |
| Укупно            | 1.926         | 2.025         |